# ミュージック ファイター
『ミュージック ファイター』は、日本のロックバンド、JUDY AND MARYの楽曲で、15枚目のシングル。CDとVHSの2形態で、1998年4月1日に発売。発売元はエピックレコードジャパン。

## 解説
表題曲は、AXIA（富士フイルムアクシア、現・富士フイルム）「PS-MD」のCMソングに使用された。JUDY AND MARYファンクラブ会報『JAMP』内における、ボーカル担当のYUKIのコーナーのタイトルに使われた「キャンディスピーカー」はこの楽曲の歌詞に登場する。
周囲からはシングル向きじゃないという声が強かったらしいが、YUKIは、「こんなにシングル向きな曲はない」と説明している。
YUKIが手術後に初めて歌入れした曲である。

## 収録曲

### CD
全作詞:Tack and Yukky、全作曲:TAKUYA
1. ミュージック ファイター (3:53)
2. ミュージック ファイター (ヒヨちゃんMIX) (4:16)
  - リミックス：佐久間正英
3. ミュージック ファイター (Backing Track) (3:51)

### VHS
全作詞:Tack and Yukky、全作曲:TAKUYA
1. ミュージック ファイター (3:53)
2. クラシック (3:49)

## 収録アルバム
オリジナル
- 『POP LIFE』 (#1)

ベスト
- 『FRESH』 (#1)
- 『COMPLETE BEST ALBUM「FRESH」』 (#1)

## カバー
ミュージック ファイター
- 2009年、ミドリ（アルバム『JUDY AND MARY 15th Anniversary Tribute Album』収録）。